# Hystrichodexia echinata
Hystrichodexia echinata är en tvåvingeart som beskrevs av Wulp 1891. Hystrichodexia echinata ingår i släktet Hystrichodexia och familjen parasitflugor.
Artens utbredningsområde är Costa Rica. Inga underarter finns listade i Catalogue of Life.